# الدوري المغربي لكرة القدم 1988–89
الدوري المغربي لكرة القدم 1988-1989 هو الموسم 33 من البطولة الوطنية المغربية لكرة القدم . يتنافس خلاله 16 من أفضل الأندية الوطنية المغربية.توج الجيش الملكي بلقبه 10 ليضيف نجمة ذهبية لقميصه .